# Chō Kyūkai Miracle Nine
Chō Kyūkai Miracle Nine (超球界ミラクルナイン) est un jeu vidéo de baseball sorti en 1995 sur Mega Drive. Le jeu a été développé et édité par Sega.